# Donora, Pennsylvania
Donora là một thị trấn thuộc quận Washington, tiểu bang Pennsylvania, Hoa Kỳ. Năm 2010, dân số của thị trấn này là 4781 người.